# مرتضی غفوری
مرتضی غفوری (زاده ۳ فروردین ۱۳۵۸ - تهران) مدیر فیلم‌برداری اهل ایران است.

## سینما

### مدیر فیلم‌برداری
- حکم تجدیدنظر (۱۳۹۹)
- برای مرجان  (۱۳۹۹)
- هرماس (۱۳۹۹)
- راند چهارم (۱۳۹۸)
- جعبه ی کوچک فلزی (۱۳۹۸)
- مردن در آب مطهر (۱۳۹۸)
- کروکدیل (۱۳۹۶)
- داستان سیاوش (۱۳۹۶)
- ماهورا (۱۳۹۵)
- کمدی انسانی (۱۳۹۵)
- ماه گرفتگی (۱۳۹۵)
- سال تحویل (۱۳۹۵)
- ثبت با سند برابر است (۱۳۹۴)
- اروند (۱۳۹۴)
- آخرین بار کی سحر را دیدی؟ (۱۳۹۴)
- گینس (۱۳۹۳)
- نقطه کور (۱۳۹۴)
- پارادایس (۱۳۹۳)
- چهارشنبه (۱۳۹۳)
- خنده‌های آتوسا (۱۳۹۳)
- خداحافظی طولانی (۱۳۹۳)
- خانه دختر (۱۳۹۳)
- دریا و ماهی پرنده (۱۳۹۲)
- پی ۲۲(۱۳۹۲)
- آتیش بازی (۱۳۹۲)
- چند متر مکعب عشق (۱۳۹۲)
- گورداله (۱۳۹۱)
- تتل و راز صندوقچه (۱۳۹۱)
- عاشقانه‌های تجریش (۱۳۹۰)
- انتهای خیابان هشتم (۱۳۹۰)
- بی‌تابی بیتا (۱۳۹۰)
- مامان بهروز منو زد (۱۳۹۰)
- من مادر هستم (۱۳۹۰)
- چگونه میلیاردر شدم (۱۳۸۹)
- دیو و دلبر (۱۳۸۹)
- قصه پریا (۱۳۸۸)
- دلقک‌ها (۱۳۸۸)
- دموکراسی تو روز روشن (۱۳۸۸)
- ستایش(۱۳۸۵)
- پوست موز (۱۳۸۷)
- حوالی اتوبان (۱۳۸۷)
- ارتفاع ۶/۴۵ (۱۳۸۵)
- روایت‌های ناتمام (۱۳۸۵)

### فیلمبردار
- ستایش (۱۳۸۵)
- دلباخته (۱۳۷۸)

## تلویزیون

### مدیر تصویربرداری
- سریال شبکه نمایش خانگی افعی تهران (سامان مقدم)
- سريال شبكه نمايش خانگي پوست شیر (جمشيد محمودي)
- سریال حرفه‌ای (مصطفی تقی‌زاده)
- سریال رقص روی شیشه (مهدی گلستانه)
- سریال احضار (رامین عباسی زاده)
- سریال هیئت مدیره (مازیار میری)
- سریال پریدخت (سامان مقدم)
- سریال راه طولانی خانه (رضا کریمی)
- سریال شمس العماره (سامان مقدم)
- سریال راه شیری (سامان مقدم)
- سریال قلب یخی (سامان مقدم)
- سریال منظومه آتش (مرتضی متولی)
- سریال خوابهای طولانی (مرتضی متولی)
- سریال گروه هفت (فریال بهزاد)
- فیلم تلویزیونی روزهای بهم ریخته (محمد رضا آهنج)
- فیلم تلویزیونی شاه کلید (سامان مقدم)
- فیلم تلویزیونی پایان بازی (کاظم معصومی)
- فیلم تلویزیونی خواب تلخ (احمد پایداری)
- فیلم تلویزیونی محبوبه (وحید نیکخواه آزاد)
- فیلم تلویزیونی دیو و دلبر (وحید نیکخواه آزاد)
- فیلم تلویزیونی زائر (مسعود آب پرور)
- فیلم تلویزیونی بهار قبل و بعد (شاهد احمدلو)